# Рандия (птицы)
Рандия (лат. Randia pseudozosterops) — вид воробьиных птиц из семейства Bernieridae, единственный в роде рандий (Randia). Подвидов не выделяют.

## Описание
Длина тела 12 см. Небольшая древесная певчая птица с довольно коротким хвостом и относительно сильным клювом. Верх головы и верхняя сторона тела оливково-серые, круп и надхвостье с более коричневым оттенком; голова сбоку буровато-серая с выступающим беловатым «надрезом», тёмная полоска на глазах, щёки с беловатыми пятнами; верх крыла серо-коричневый, кайма кроющих крыльев и края маховых перьев бледно-оливково-серые; хвост птицы серо-коричневый, кончики внешних перьев с беловатой бахромой; горло и нижняя часть тела беловатые, на грудке и боках оттенки более коричневые. Цвет радужных оболочек тёмно-коричневый; клюв тёмный сверху, бледный снизу; ноги серо-коричневые. Самцы и самки выглядят одинаково. Молодь похожа на взрослых птиц, но имеет более тёмный клюв.
Питается насекомыми.

## Распространение
Эндемик Мадагаскара. Обитает во влажной восточной части острова.